# Alberto Manso
Alberto Manso (* 1982 oder 1983) ist ein ehemaliger spanischer Squashspieler.

## Karriere
Alberto Manso spielte von 1998 bis 2002 auf der PSA World Tour und erreichte seine höchste Platzierung in der Weltrangliste mit Rang 66. Mit der spanischen Nationalmannschaft nahm er 1999 an der Weltmeisterschaft teil. Im Jahr darauf wurde er spanischer Meister.

## Erfolge
- Spanischer Meister: 2000